# Heinrich Burhenne
Heinrich Burhenne (* 26. Juli 1892 in Wehlheiden bei Kassel; † 30. März 1945 in Walsum/Niederrhein) war ein deutscher Lehrer und Schriftsteller.

## Leben
Heinrich Burhenne war der Sohn eines Eisenbahnbeamten. Burhenne wuchs auf in Duisburg. Nachdem er eine Ausbildung am Lehrerseminar in Rheydt absolviert hatte, unterrichtete er an einer einklassigen Volksschule in Niederdorf bei Straelen. Ab 1918 wirkte er als Lehrer in Walsum-Aldenrade.
Heinrich Burhenne war Verfasser von Erzählungen, Gedichten und Theaterstücken für die Jugendbühne. Sein Nachlass befindet sich im Düsseldorfer Heinrich-Heine-Institut.
Nach Ende des Zweiten Weltkrieges wurden in der Sowjetischen Besatzungszone Burhennes Schriften Das Mutterbüchlein. Den deutschen Müttern gewidmet (Marhold, Halle 1934) und Rund um Italien. Tagebuch einer KdF-Reise (Marhold, Halle 1940) auf die Liste der auszusondernden Literatur gesetzt. In der Deutschen Demokratischen Republik kam auf diese Liste noch sein zusammen mit Ewald Thiesbürger verfasstes Unsere Kolonien (Marhold, Halle 1937).

## Schriften
- Elternbeiräte, Langensalza 1920
- Kinderherz, Langensalza 1921
- Der junge Garten, Kettwig a.d. Ruhr 1924
- Frithjof und Ingeborg, München 1926
- Die Gänsemagd, München 1926
- Die Myrtenprinzessin, München 1926
- Die Maienkönigin und andere Spiele für Kinder, Halle 1927
- Am Tor des Lebens, Neuwied a. Rh. 1928
- Das Erfinderbüchlein, Halle a.S. 1929
- Gang in die Welt, Cleve [u. a.] 1930
- Henni wird wieder froh, München 1933
- Maria und der Schmied, Berlin 1933
- Legenden, Querfurt 1934
- Unsere Kolonien!, Halle 1937 (zusammen mit Ewald Thiesbürger)
- Meister der deutschen Musik, Halle 1938
- Hein Ohnefurcht, Berlin 1939
- Rund um Italien, Halle 1940
- Der Mühlenkönig, Kevelaer 1942

## Herausgeberschaft
- Das Büchlein von kleinen Kindern, Walsum 1918
- Das rheinische Heimatland, Wesel 1927 (herausgegeben zusammen mit Erich Bockemühl)
- Das Mutterbüchlein, Halle 1934
- Erich Bockemühl, Querfurt 1935 (herausgegeben zusammen mit Christian Jenssen)